# Rinaldo

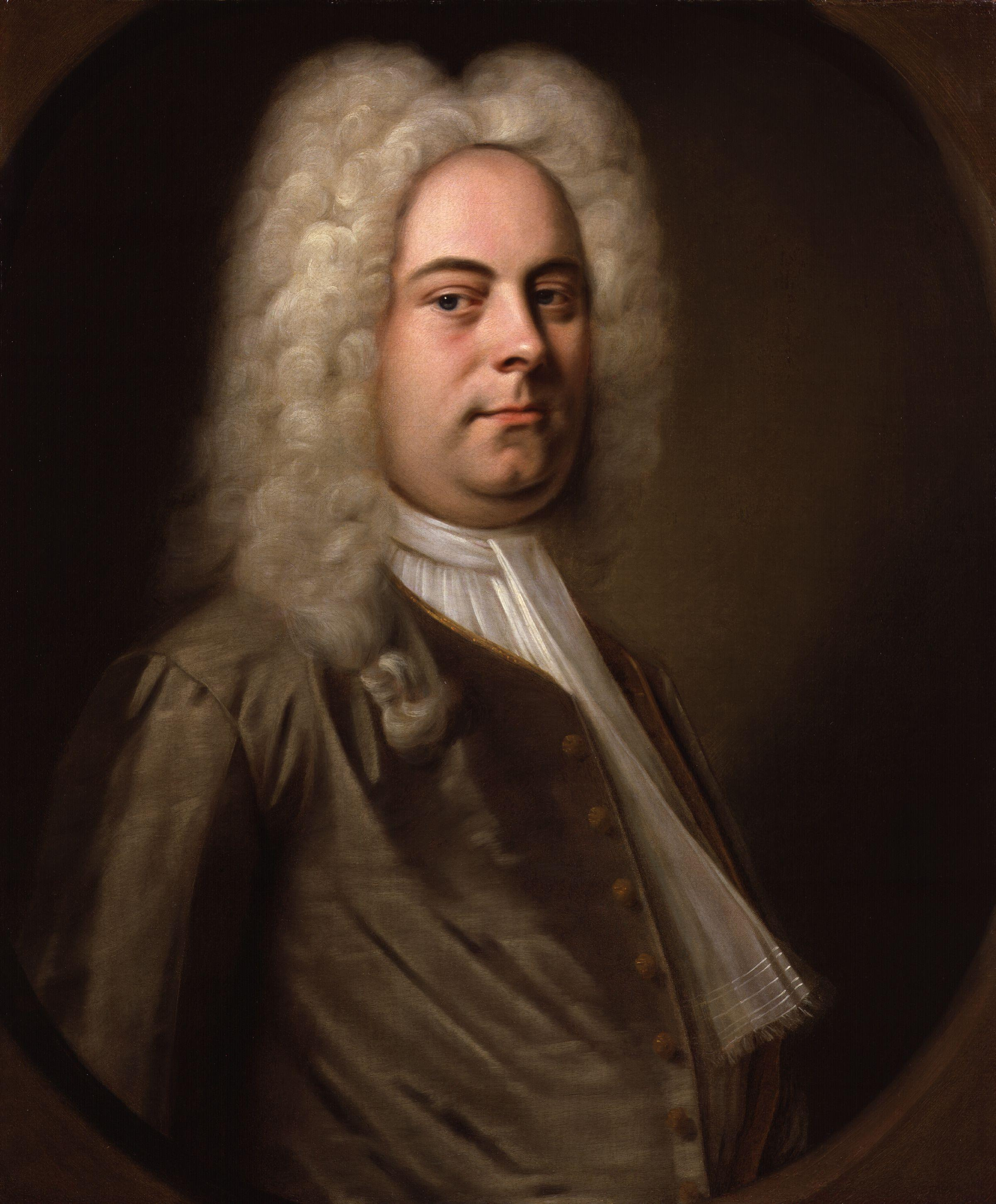
Händel em 1726-1728

Rinaldo (HWV 7) é uma ópera em três atos escrita pelo compositor alemão naturalizado britânico Georg Friedrich Händel (1685-1759) apresentada pela primeira vez em Londres em 1711. O libreto é de Aaron Hill (1685-1750) e se baseia no poema de Torquato Tasso (1544-1595) Gerusalemme Liberata, de 1580. O texto foi traduzido para o italiano por Giacomo Rossi. Rinaldo foi a primeira ópera londrina de Händel e a primeira ópera italiana composta especialmente para os palcos daquela cidade. O compositor havia chegado à Inglaterra em dezembro de 1710 após obter uma licença de seu posto de Kapellmeister do Príncipe-Eleitor George Ludwig de Hanôver, futuro Jorge I da Grã-Bretanha. Händel havia assumido esse posto em junho daquele mesmo ano.

## Uma ópera italiana para Londres
A ópera foi escrita com grande rapidez (aparentemente, quatorze dias) com amplo reaproveitamento de material originado em obras anteriores como Almira (HWV 1), Agrippina (HWV 6) e Acis, Galatea e Polifemo (HWV 72). Sua estreia ocorreu em 26 de fevereiro de 1711 no Queen's Theatre (posteriormente rebatizado como King's Theatre) em Haymarket, casa dirigida pelo próprio Aaron Hill. Este, ao que parece, foi um dos grandes incentivadores do trabalho de Händel com vistas a suprir a necessidade de produção de óperas italianas para o público londrino. O autor se apresentou nessa primeira incursão nos palcos de Londres como Georgio Frederico Hendel, Maestro di Capella di S. A. E. d’Hanover.
No prefácio do libreto de 1711, Hill reafirma claramente sua preocupação de produzir uma ópera italiana que agradasse o público inglês e destaca os méritos tanto de Rossi quanto de Händel. A obra obteve boa aceitação, tendo sido encenada quinze vezes até junho de 1711. No mesmo ano, a trupe do castrato Niccolo Grimaldi (Nicolini), que havia feito o papel-título em Londres, levou a obra a Dublin. Houve ainda seguidas reapresentações em Haymarket entre 1712 e 1715. Na última temporada, entre dezembro de 1714 e fevereiro de 1715, Händel fez alterações na obra, suprimindo o papel de Eustásio. O próprio Príncipe de Gales, futuro Jorge II, e sua esposa Caroline assistiram a uma apresentação em 15 de dezembro de 1714. Nessa ocasião, é possível que também estivesse presente o rei Jorge I, antigo patrão de Händel em Hanôver. Rinaldo foi ainda montada em Hamburgo em 1715 (em alemão) e em Nápoles em 1718 (em italiano). Uma nova versão (HWV 7b) foi apresentada em Londres a partir de abril 1731 com seis performances. Essa versão contava com duas novas sinfonias e seis novas árias, distanciando-se muito da original, inclusive no que diz respeito à trama, extensamente modificada, sobretudo no terceiro ato. Somente na capital da Inglaterra, Rinaldo foi apresentada ao todo cinquenta e três vezes durante a vida de Händel, mais do que qualquer outra ópera do autor.

## Árias imortais
Rinaldo contém algumas das árias mais famosas de Händel, executadas isoladamente em diversas versões mesmo antes do completo resgate da obra operística do autor. Exemplos inquestionáveis são Cara sposa, Venti turbini (Rinaldo) e Lascia che io pianga (também de "Rinaldo"). 
Ao mesmo tempo, a personagem Armida, uma das várias bruxas que aparecem nas óperas de Händel, tem um brilho próprio. Ela encarna a mulher determinada e que consegue grandes feitos com o uso arrogante de seu poder, exceto o de conquistar o coração do homem que ama. Sua ária de entrada, Furie terribili é arrebatadora e seu sentimento de frustração, mistura de amor e desprezo, aparece na ária Ah! Crudel. Dean e Knapp tecem elogios rasgados ao tratamento orquestral dado por Händel a esta ária. De modo semelhante, na ária Vo'far guerra, Händel reservou para si mesmo cadenzas improvisadas ao cravo, publicas posteriormente, de grande impacto cênico.  
Os personagens Eustázio o Goffredo são mais convencionais. O papel do primeiro é de tal forma secundário que foi completamente suprimido em versões do libreto posteriores à temporada de estreia. Ainda assim, ambos têm árias de grande beleza na versão original de 1711, como Sorge nel petto, Mio cor (Goffredo) e Sulla ruota (Eustázio), cuja simplicidade contrasta com a cena subsequente.
Argante, papel cantado por um baixo na versão original, surge em cena com uma ária de grande força, Sibilar l'angui d'Aletto e, depois do recitativo de diálogo com os cristãos, chama por Armida com Veni, oh cara, ária com texto semelhante mas que não tem relação com sua congênere na ópera Agrippina. Um empréstimo explícito e completo feito de Agrippina é a ária Basta che sol tu chieda, cantada por Cláudio na ópera anterior e a cargo de Argante em Rinaldo.

## Papéis e Vozes Originais
| Papel                                                 | Tipo Vocal             | Elenco de estreia em 24 de fevereiro de 1711 |
| Goffredo: Comandante da Primeira Cruzada (1196–99)    | Contralto              | Francesca Vanini-Boschi                      |
| Rinaldo: Nobre cruzado sob o comando de Goffredo      | Alto Castrato          | Nicolo Grimaldi                              |
| Almirena: filha de Goffredo                           | Soprano                | Isabella Girardeau                           |
| Eustazio: irmão de Goffredo                           | Alto Castrato          | Valentino Urbani                             |
| Araldo: Um aralto de Argante                          | Barítono               |                                              |
| Argante: Rei sarraceno de Jerusalém                   | Baixo                  | Giuseppe Maria Boschi                        |
| Armida: Bruxa, Rainha de Damasco, amante de Argante   | Soprano                | Elisabetta Pilotti-Schiavonetti              |
| La Donna: Uma mulher sob as ordens de Armida          | Soprano                |                                              |
| Due Sirene: Duas sereias, também sob ordens de Armida | Soprano, Mezzo-soprano |                                              |
| Mago Cristiano: Um mago cristão                       | Alto Castrato          | Guiseppe Cassani                             |

## Sinopse

### Alguns aspectos do texto de Aaron Hill
O libreto de Hill faz uma série de associações livres que alteram amplamente o argumento original da obra de Tasso. Merecem destaque especial, em comparação ao conteúdo de Gerusalemme Liberata, o envolvimento amoroso de Argante e a contínua resistência de Rinaldo, ambos em relação à personagem Armida. Do mesmo modo, algumas misturas de elementos no libreto se revelam no mínimo estranhas. Em sua primeira ária, uma entrada triunfal, o muçulmano Argante canta referências a seres da mitologia grega, o que se explica pelo fato de a ária ter sido tomada de empréstimo da cantata Acis, Galatea e Polifemo. O mago que ajuda Eustázio e Gofredo no resgate de Rinaldo e Almirena é, contraditoriamente, um mago-cristão. Por fim, a conversão do casal de vilões ao cristianismo nas cenas finais quebra todo o caráter mágico e fantástico da obra com um apelo inesperado a um realismo contraditoriamente improvável. No original de Tasso, depois do assalto final dos cristãos, Argante é morto e Armida continua apaixonada por Rinaldo e a possibilidade de sua conversão é apenas insinuada. A despeito dessas críticas, a obra é hoje mais admirada em sua versão original de 1711 do que na versão amplamente revisada de 1731 a qual, muito embora tenha corrigido quase todas as características citadas, acabou perdendo em termos de continuidade dramática sem ganhos musicais dignos de nota. 
Feitas essas ressalvas, pode-se situar a ação ao tempo da Primeira Cruzada (1096–1099). O exército de Goffredo avançou sobre o território sarraceno vitorioso e se encontra diante da última missão: conquistar Jerusalém. A cidade é governada por Argante que tem como aliada a rainha de Damasco, a bruxa Armida. Rinaldo, campeão do exército cristão, espera casar-se em breve com a filha de Goffredo, Almirena.

### Ato I
Diante de Jerusalém, o exército cristão aguarda a última batalha. Goffredo canta sua vitória tão próxima e Rinaldo declara que gostaria de se casar com Almirena o quanto antes. Goffredo pede paciência e afirma que, após a conquista da cidade, o casamento irá se realizar. Almirena incentiva Rinaldo a batalhar com coragem e esperar. Em seguida, um mensageiro inimigo anuncia que Argante solicita uma conferência com Goffredo e, para isso, pede salvo conduto para vir até ele. Eustazio acredita que Argante teme a derrota e, por isso, pede o encontro. Em seguida, o rei sarraceno chega se fazendo anunciar grandiosamente, mas cantando seu  terror. Ele pede a Goffredo uma trégua de três dias para que ambos os exércitos se recuperem em parte e seu pedido é aceito. Quando fica só, Argante canta seu amor por Armida, sua fiel alidada, e pede tristemente sua presença para ajudá-lo a derrotar os inimigos. Armida aparece em meio a sombras, monstros e fúrias cujo auxílio ele pede insistentemente. Armida afirma que, para derrotar os cruzados, é preciso retirar Rinaldo do campo inimigo. Argante se dispõe a fazer isso, mas Armida diz que ela sabe como atrair o campeão e anular sua influência. Em um jardim com fonte e pássaros, Rinaldo e Almirena fazem juras de amor. Armida surge repentinamente e sequestra Almirena, imobilizando Rinaldo com seus poderes mágicos. Rinaldo chora a perda da noiva. Goffredo e Eustazio chegam e tentam consolá-lo, sugerindo que procurem a ajuda de um mago cristão que vive nas redondezas. Deixado só, Rinaldo volta a chorar a ausência de sua prometida.

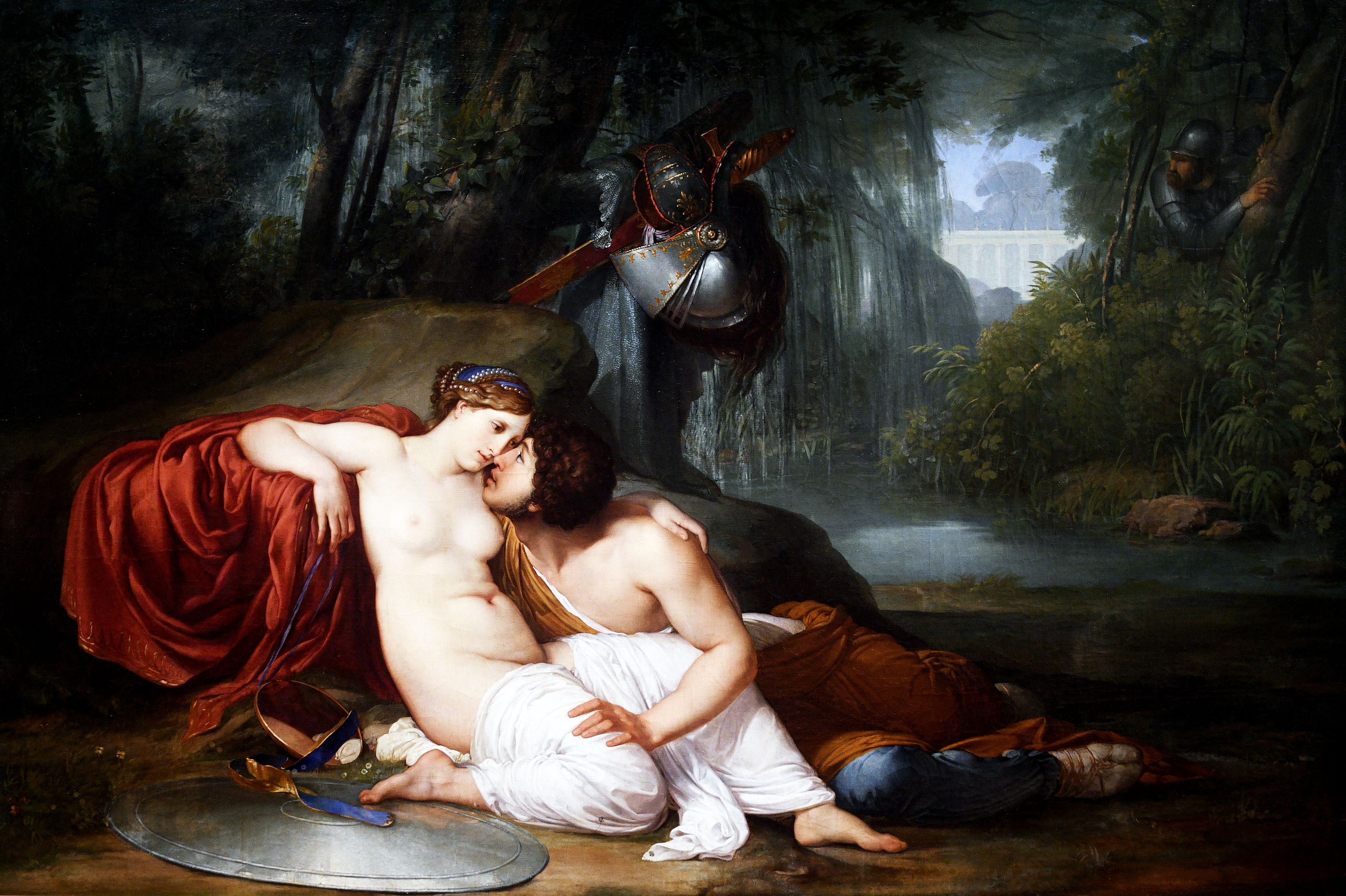
Rinaldo e Armida, por Francesco Hayez.

### Ato II
À beira mar, Goffredo, Eustazio e Rinaldo buscam a cabana onde vive o mago cristão. Surge uma bela mulher que canta sentada em um barco. Ela afirma que poderá levar Rinaldo à presença de Almirena e pede que ele se apresse. Duas sereias também cantam as belezas do amor. Os companheiros tentam impedi-lo, mas Rinaldo não resiste ao desejo de salvar Almirena e parte, entrando no barco. Goffredo e Eustazio se mostram surpresos com o ato de Rinaldo que, aparentemente, desistiu da causa dos cruzados. Nos jardins do palácio de Armida, Almirena chora sua condição de prisioneira. Argante está com ela e se apaixona pela jovem cristã. Para provar seu amor, o sarraceno afirma que irá libertá-la, arriscando-se a sofrer a fúria de Armida. Nesse meio tempo, Rinaldo é levado até a triunfante Armida. Mas ele insiste em enfrentá-la com coragem, exigindo a libertação de Almirena. Armida se apaixona pelo jovem belo e impetuoso. Ela declara seu amor, mas é repudiada pelo jovem cristão. Ela, então, usa seus poderes para assumir a forma de Almirena na tentativa de conquistar Rinaldo. Mas este suspeita daquela visão e foge. Armida, voltando a assumir sua própria imagem, se enfurece com a recusa de Rinaldo, mas mantém seu sentimento por ele. Ela decide investir novamente e, para isso, reassume a forma de Almirena, esperando reencontrar o cristão. Mas quem aparece é Argante que, ao vê-la, pensa estar diante da verdadeira Almirena e reafirma seu amor e sua promessa de libertação. Armida, enfurecida com a traição de Argante, reassume sua forma verdadeira, deixando pasmo o rei sarraceno. Mas ele insiste em dizer que ama Almirena e que não precisa mais da ajuda de Armida na batalha. Ela sai enfurecida e jurando vingança.

### Ato III
No sopé de uma montanha está a cabana do mago cristão. Goffredo e Eustazio o encontram e ficam sabendo que Almirena é mantida cativa no palácio de Armida que fica no topo do mesmo monte. Ignorando as advertências do mago, os dois guerreiros se colocam a caminho do palácio, mas são detidos pelos monstros sombrios de Armida. O mago, então, oferece a eles um bastão mágico que é capaz de neutralizar os poderes de Armida. Em nova tentativa de subir o monte, Goffredo e Eustazio conseguem passar pelos monstros com ajuda do bastão. Mas, quando eles chegam ao alto do monte, o palácio desaparece e eles se vêem sobre um rocha em alto mar. Em seu palácio, Armida se prepara para matar Almirena. Rinaldo desembainha sua espada, mas a bruxa é protegida por espíritos sombrios. 
Subitamente, surgem Goffredo e Eustazio que, com os poderes do bastão mágico, afastam Armida. O jardim desaparece e, em seu lugar, surge uma vasta planície, tendo Jerusalém ao fundo. Os quatro cristãos celebram sua alegria e Goffredo anuncia que o assalto à cidade ocorrerá naquele mesmo dia. Dentro das muralhas de Jerusalém, Argante e Armida se reconciliam. O exército sarraceno marcha para a batalha, insuflado por Argante. O mesmo é feito pelo exército cristão, estimulado por Goffredo. A batalha é vencida pelos cristãos e Argante é capturado por Rinaldo. Armida é presa por Eustazio. Rinaldo e Almirena se alegram com a proximidade de seu casamento. Armida, arrependida, pede para ser batizada e Argante também se dispõe à conversão. Goffredo demonstra sua clemência com os vencidos e os liberta. Um coro final canta a reconciliação, a vitória da fé e do amor.

## Libreto
Disponível em: http://www.haendel.it/composizioni/libretti/pdf/rinaldo.pdf